# Cylindera trisignata
Cylindera trisignata (Dejean, 1822) è un coleottero carabide della sottofamiglia Cicindelinae.

## Tassonomia
Comprende le seguenti sottospecie:
- Cylindera trisignata trisignata (Dejean, 1822)
- Cylindera trisignata hellenica (Cassola, 1973)
- Cylindera trisignata neustria Rivalier, 1962
- Cylindera trisignata siciliensis (W.Horn, 1891)